# Tamási Gábor
Tamási Gábor (?, 1981. augusztus 26. –) magyar labdarúgó, középpályás.

## Pályafutása
A Dunaferr SE utánpótlásában nevelkedett, először első osztályú mérkőzésen 2000. október 4-én lépett pályára a Budapest Honvéd ellen 5–3-ra megnyert bajnokin. Ezt a szereplést nem követte újabb pályára lépés abban a szezonban. A következő idényben sem lépett pályára, majd újabb egy év múlva 11 mérkőzésen kapott lehetőséget, gólt nem szerzett. Miután a csapata kiesett legmagasabb osztályból az NB I/B-ben szerepeltek. A 2003–2004-es szezonban 30 mérkőzésen lépett pályára és négy gólt szerzett. A következő szezonban 18 bajnokin szerepelt, amelyeken 3 gólt rúgott.
2005-ben igazolt el és új csapatában, a Paksban alapemberré vált, amellyel 2006-ban megnyerte a másodosztályt. A bajnoki évben 24 mérkőzésen 6 gólt szerzett, ezzel a teljesítménnyel negyedik volt a csapat házi góllövőlistáján.
Az NB I-ben először stabil kerettag volt, majd a 2008-as évtől kezdve egyre kevesebb játéklehetőséghez jutott. A 2009–2010 szezon nagy részében pedig már nem számított játékára Gellei Imre vezetőedző.

### Válogatott
A felnőtt válogatottba nem kapott meghívót.

## Sikerei, díjai
Paksi FC
- Ligakupa-döntős: 2010
- Magyar másodosztály: bajnok, 2006